# Urgleptes puerulus
Urgleptes puerulus là một loài bọ cánh cứng trong họ Cerambycidae.